# Isepnica
Isepnica – potok, dopływ Soły. Cała jego zlewnia znajduje się w Beskidzie Małym. Najwyżej położone źródła ma na wysokości około 800 m pod południowymi stokami Kiczery (826 m). Odwadnia obszar między Kiczerą i opadającym od niej na południowy zachód grzbietem Żaru a Wielką Cisową Grapą (855 m) i jej południowym grzbietem z wierzchołkami Maleckie i Jaworzyna.
Isepnica spływa w południowo-zachodnim kierunku przez miejscowość Międzybrodzie Żywieckie. W tej też miejscowości uchodzi do Soły jako jej prawy dopływ. Następuje to na odcinku łączącym sztuczny zbiornik Jezioro Żywieckie z drugim, również sztucznym zbiornikiem – Jezioro Międzybrodzkie (przy wyższym poziomie wody w tym ostatnim uchodzi już do Jeziora Międzybrodzkiego). Ujście Isepnicy znajduje się w miejscu o współrzędnych 49°45′54″N 19°12′40″E/49,765000 19,211111, nieco powyżej mostu łączącego lewy i prawy brzeg Soły.
Największym dopływem jest Krzywy Potok.